# Cirkus Columbia
Pour plus de détails, voir Fiche technique et Distribution.
Cirkus Columbia est un film bosnien réalisé par Danis Tanović, sorti en 2010.

## Synopsis
Un homme revient dans son village avant les guerres de Yougoslavie.

## Fiche technique
- Titre : Cirkus Columbia
- Réalisation : Danis Tanović
- Scénario : Danis Tanović d'après le roman d'Ivica Djikic
- Photographie : Walther van den Ende
- Montage : Petar Markovic
- Production : Amra Baksic Camo, Marc Baschet, Cédomir Kolar et Mirsad Purivatra
- Société de production : Asap Films, Autonomous, Studio Maj, Razor Film Produktion, Man's Films, 2006, Art & Popcorn, Canal+, CinePostproduction, No Sugar No Milk, Radiotelevizija Bosne i Hercegovine, Rai Cinema
- Société de distribution : Happiness Distribution (France) et Strand Releasing (États-Unis)
- Pays :  Bosnie-Herzégovine,  France,  Royaume-Uni,  Allemagne,  Slovénie,  Belgique et  Serbie
- Genre : comédie dramatique et romance
- Durée : 113 minutes
- Dates de sortie : 
  -  Bosnie-Herzégovine : 23 juillet 2010 (Festival du film de Sarajevo)
  -  France : 23 mars 2011

## Distribution
- Miki Manojlović : Divko Buntic
- Mira Furlan : Lucija
- Boris Ler : Martin
- Jelena Stupljanin : Azra
- Milan Štrljić : Ranko Ivanda
- Mario Knezovic : Pivac
- Svetislav Goncić : Savo
- Almir Mehic : Bili
- Mirza Tanović : Antisa
- Miralem Zupčević : Leon Dilber
- Mirsad Tuka : Dragan

## Accueil
Le film a reçu un accueil mitigé de la critique. Il obtient un score moyen de 57 % sur Metacritic.